# Pleurogramme furcata
Pleurogramme furcata là một loài thực vật có mạch trong họ Pteridaceae. Loài này được (Desv.) J. Sm. miêu tả khoa học đầu tiên năm 1875.